# Station Linlithgow
Linlithgow is een spoorwegstation van National Rail in West Lothian in Schotland. Het station is eigendom van Network Rail en wordt beheerd door ScotRail.
Glasgow Queen Street · Croy · Falkirk High · Polmont · Linlithgow · Edinburgh Park · Haymarket · Edinburgh Waverley